# Нгоягойе, Эварист
Эварист Нгоягойе (рунди Evariste Ngoyagoye, 3 января 1942 года, Руанда-Урунди) — католический прелат, первый епископ Бубанзы с 7 января 1980 года по 21 апреля 1997 год, первый архиепископ Бужумбуры с 25 ноября 2006 года.

## Биография
6 января 1966 года Эварист Нгоягойе был рукоположён в священника в Риме в соборе святого Петра Римским папой Павлом VI.
7 января 1980 года Римский папа Иоанн Павел II учредил епархию Бубанзы и назначил Эвариста Нгоягойе её первым епископом. 24 августа 1980 года состоялось рукоположение Эвариста Нгоягойе в епископа, которое совершил титулярный архиепископ Тибурнии и апостольский про-нунций в Бурунди Донато Скиччиарини в сослужении с епископом Бужумбуры Мишелем Нтуяхагой и вспомогательным архиепископом архиепархии Гитеги Йоахимом Рухуной.
21 апреля 1997 года Римский папа Иоанн Павел II назначил Эвариста Нгоягойе епископом Бужумбуры. 25 ноября 2006 года епархия Бужумбуры была возведена в ранг архиепархии и Эварист Нгоягойе стал её первым архиепископом.